# Lakenfelder Huhn
Das Lakenfelder Huhn ist ein Rassehuhn mit definierten Standards.

## Herkunft und Eigenschaften
Das Lakenfelder Huhn gehört zur Familie der so genannten deutschen Landhühner. Über die Heimat der Lakenfelder gibt es mehrere Erklärungen. Nach einer Annahme soll die Rasse in Westfalen in der Gegend von Dielingen, in der Nähe des Dümmer in Niedersachsen entstanden sein, andere nehmen an, dass das Huhn im niederländischen Lakerveld erzüchtet wurde.
1854 wurden die Lakenfelder unter ihrem damaligen Rassenamen "Jerusalemer" vorgestellt. Der Name "Lakenfelder" wurde auch anderen Nutztieren, nämlich dem Lakenvelder Rind, einer Schweine- bzw. Meerschweinrasse vergeben, da diese durch den typischen "Lakenveller" Farbschlag gekennzeichnet sind.
Die Rasse wurde im 19. Jahrhundert aus Totlegern, Campinern und aus dem belgischen Zottegemer Huhn entwickelt und gilt als Zweinutzungshuhn. Die Legereife wird in der Regel im Laufe des 6. Lebensmonates erreicht. Die ersten Eier wiegen rund 35 g und dürfen deshalb nicht zur Weiterzüchtung verwendet werden.
Ringgrößen: Hahn 18, Henne 16

## Bestand und Gefährdung
Das Lakenfelder Huhn ist selten und gilt als gefährdete Haustierrasse. Der BDRG sowie die GEH haben die Rasse in der "Roten Liste der gefährdeten Nutztierrassen 2013" in die Gefährdungsklasse III (gefährdet) eingestuft. Danach gab es 2009 in Deutschland nur noch 308 Hähne und 1227 Hennen.

## Zwerg-Lakenfelder
- Die Zwergform der Lakenfelder ist zur Heranziehung als Fleischtier ungeeignet. Ihre Merkmale sind wie folgt beschrieben:
- Gewichte: Hahn 900 g, Henne 800 g
- Bruteier – Mindestgewicht: 35 g
- Schalenfarbe der Eier: weiß
- Ringgrößen: Hahn 13, Henne 11